# Alessandro Camon
Alessandro Camon é um roteirista e produtor cinematográfico italiano. Como reconhecimento, foi nomeado ao Oscar 2010 na categoria de Melhor Roteiro Original por The Messenger.